# Falklandspund
Falklandspund (FK£ - Falkland Islands pound) är den valuta som används i Falklandsöarna i Sydamerika parallellt med brittiskt pund (GBP). Valutakoden är FKP. 1 Pound = 100 pence.
Valutan infördes 1921 i sedelform och kompletterades även med mynt 1974. 
Valutan har en fast växelkurs till 1 GBP, dvs 1 FKP = 1 GBP.

## Användning
Valutan ges ut av Government of the Falkland Islands - GFI med förvaltning i Stanley.

## Valörer
- mynt: 1 och 2 Pound
- underenhet: 1 (penny), 2, 5, 10, 20 och 50 pence
- sedlar: 1, 5, 10, 20 och 50 FKP